# Naučná stezka Šeirė
Naučná stezka Šeirė, litevsky Šeirės gamtos takas, Šeirės pažintinis takas nebo Šeirės takas, je okružní naučná stezka na západním břehu jezera Plateliai v Litvě. Nachází se v Šeirė v obci Medsėdžiai v seniorátu Platelių seniūnija v Žemaitijském národním parku v okrese Plungė v Telšiaiském kraji.

## Další informace
Naučná stezka Šeires je svým posláním zaměřena na krajinu, přírodu, les Šeirė, bažiny a mokřady a jezero Plateliai v Žemaitijském národním parku. Zvláštní pozornost je věnována biologicky cennému jezírku/rašeliništi Piktežeris s hloubkou 16 m a neprůhlednou kyselou vodou s nižším obsahem kyslíku. Stezka má délku 4.1 km, její hlavní úsek je vhodný i pro vozíčkáře a je celoročně volně přístupná. Část stezky se shoduje s cyklostezkou/turistickou trasou Okolo jezera Plateliai. Informační panely jsou psány také v Braillově písmu. Kus naučné stezky je také součástí trasy/cyklotrasy Okolo jezera Plateliai.